# Los años de peregrinación del chico sin color
Los años de peregrinación del chico sin color (色彩を持たない多崎つくると、彼の巡礼の年 Shikisai o motanai Tazaki Tsukuru to, kare no junrei no toshi?) es una novela del escritor japonés Haruki Murakami. Publicada en 2013 consiguió vender en un mes más de un millón de copias en Japón. Tusquets Editores publicó el mismo año la traducción en español, obra de Gabriel Álvarez Martínez, antes de que la novela se tradujera a cualquier otro idioma.

## Sinopsis
Tsukuru Tazaki es un ingeniero de treinta y seis años que vive en Tokio y se dedica a diseñar y construir estaciones de ferrocarril. Cuando comienza a salir con Sara Kimoto, una mujer dos años mayor que él, se siente atraído, pero ciertas cuestiones que creía resueltas comienzan a inquietarlo. Estas tienen que ver con un suceso que le ocurrió dieciséis años atrás en su juventud, cuando aún iba a la universidad. Sus cuatro mejores amigos desde la adolescencia, Aka, Ao, Shiro y Kuro cuyos apellidos hacen referencia a un color a diferencia de Tsukuru, deciden cortar su amistad bruscamente sin dar explicación. La experiencia resultó sumamente dolorosa y deprimente para Tsukuru, que incluso contempló la idea del suicidio, aunque finalmente lograra sobreponerse. 
Ahora, con la idea de sanar definitivamente la herida y continuar su relación con Sara, Tsukuru emprende una búsqueda de quienes fueran sus amigos para averiguar qué es lo que sucedió exactamente. Con la pieza de Liszt titulada Los años de peregrinación como leitmotiv, comenzará esa búsqueda, que le llevará a lugares tan dispares como la ciudad de Nagoya o Finlandia, y a sitios tan recónditos como algunos sentimientos.

## Análisis
Considerada una de las obras más accesibles de Haruki Murakami la novela muestra un estilo introspectivo e íntimo mientras reflexiona sobre la vida, la amistad y el suicidio. Cada personaje guarda simbologías con el pasado del protagonista con el que es fácil empatizar. A lo largo de la trama no se aborda tanto el suceso que hizo que Tsukuru fuera expulsado de su grupo de amigos, sino de la forma con la que Tsukuru, día tras día, vive convencido de que él mismo se compone de una nada etérea a la que nadie le importa.
Según el traductor al español, Gabriel Álvarez, la novela muestra a un Murakami "más realista", en la línea de Tokio Blues (Norwegian Wood), "con menor presencia del factor mágico e irreal, no del todo ausente, y un tanto oscuro, pero que vuelve a tocar temas interesantes y a hacernos guiños con otros temas tratados por él en otras obras". La mezcla de realidad e irrealidad, "de sueño y vigilia", los personajes, las referencias en sus obras a la música y a los iconos culturales, o el "ritmo cautivador que hace que no puedas parar de leer" son para su traductor español los "elementos más fascinantes del universo de Murakami".